# Lac de Caussade
Pour les articles homonymes, voir Caussade.
Le lac de Caussade est un lac artificiel contesté, constitué illégalement à l'aide du barrage de Caussade, sur le lit du ruisseau de Caussade, affluent du Tolzac, dans le bassin versant de la Garonne, situé près du hameau de Saint-Pierre-de-Caubel, sur la commune de Pinel-Hauterive (Lot-et-Garonne). Projet initié dans les années 1990 par le syndicat département des collectivités irrigantes de Lot-et-Garonne, il est d'abord autorisé par arrêté préfectoral le 29 juin 2018, qui est annulé le 15 octobre suivant. Malgré cela, le lac est construit sans autorisation durant l'hiver 2018-2019 par la chambre d'agriculture du Lot-et-Garonne et la Coordination rurale, syndicat agricole majoritaire en Lot-et-Garonne.
Le projet consiste en la création d'un barrage et le creusement d'un lac artificiel d'une superficie de 20 hectares et d'une profondeur maximale de 12,5 mètres, permettant la constitution d'une réserve d'eau de 920 000 m3 utilisable pour l'irrigation des terres agricoles environnantes. Malgré un volume inférieur de 40 %, celui-ci fait écho au projet de barrage de Sivens, avorté en 2014 à la suite de manifestations opposant écologistes et agriculteurs et ayant conduit à la mort de Rémi Fraisse, militant écologiste. À la suite de cela, les projets de retenues artificielles doivent faire l'objet de « projets de territoires », qui ont été contournés pour le lac de Caussade.
Depuis 2018, le projet fait l'objet de nombreux recours, fruits de l'opposition entre défenseurs de la cause environnementale et agriculteurs souhaitant contrôler l'irrigation de la zone afin d'irriguer les terres et d'alimenter continuellement le Tolzac. L'association France Nature Environnement et la ministre de la Transition écologique Barbara Pompili jugent que la réalisation du lac est « l'exemple emblématique de ce qu'il ne faut plus faire ».

## Géographie
Le ruisseau de Caussade est un petit cours d'eau de 4,52 km de long, affluent direct de la rivière de Tolzac, elle-même affluent direct de la Garonne. Il prend sa source sur la commune de Saint-Pastour, traverse la commune de Pinel-Hauterive pour se jeter dans le Tolzac à la frontière administrative avec la commune de Monclar.
Le lac de Caussade se situe à une centaine de mètres du lieu-dit Saint-Pierre-de-Caubel, petit hameau de la commune de Pinel-Hauterive, en Lot-et-Garonne. Il est le lieu de jonction de plusieurs autres cours d'eau intermittents. Le barrage se situe à 500 mètres en amont du confluent avec le Tolzac. Avant la réalisation du lac, le site était constitué de terres agricoles et de forêts.

## Contexte autour du projet

### Réchauffement climatique
Différentes études sur le réchauffement climatique, comme celles du Giec, mais surtout le rapport d'étude « Garonne 2050 » réalisé par l'Agence de l'eau Adour-Garonne en 2012, prédisent une diminution importante de la ressource en eau sur le bassin Adour-Garonne dans les prochaines années (jusqu'à 40 %), ainsi qu'une modification du mode des précipitations par des pluies plus marquées en période hivernale et des sécheresses plus marquées en période estivale. Selon ce rapport, une augmentation de la température moyenne annuelle comprise entre 0,5 °C et 3,5 °C entraînerait à l'échéance 2050 de fortes modifications sur l'hydrologie, en particulier des baisses annuelles de débits de toutes les grandes rivières du sud-ouest, comprises entre 20 et 40 %. Sans modification des usages, les étiages seront plus précoces, plus sévères et plus longs. Face à l'ampleur des problèmes futurs, la réduction de la demande ne suffira pas à répondre à l'enjeu. Parmi les solutions retenues figure la création d'ouvrages de stockage hivernal, en complément d'autres leviers, dans tous les scénarios mais avec une ampleur très variable (de 75 à 360 millions de mètres cubes),. Dans le scénario a minima, il conviendrait de créer 75 millions de mètres cubes de réserves pour un coût de 375 millions d'euros. Pour compenser la baisse des débits d'étiage, il faudrait augmenter le stockage de 360 millions de mètres cubes et diminuer les surfaces irriguées de 15 %, ce qui est déjà un peu le cas puisque la culture du maïs a reculé de 20 % de 1990 à 2010, et les surfaces irriguées ont diminué de 18 % de 2000 à 2010 dans le bassin.

### Hydrographie du bassin versant du Tolzac
Le bassin versant du Tolzac, situé intégralement en Lot-et-Garonne, couvre une superficie de 315 km2, soit 1 % de celle du bassin versant de la Garonne.
Sur le seul bassin versant du Tolzac, on décompte plus de 400 retenues d'eau de plus de 1 000 m2, et plus de 530 points de prélèvement.
Afin d'assurer une eau de bonne qualité et un bon fonctionnement biologique du cours d'eau en toute période et particulièrement en saison sèche, il est souhaitable d'assurer un débit minimum aux cours d'eau, dit débit de salubrité. Le plan de gestion des étiages (PGE) du bassin versant du Tolzac vise un débit objectif de 100 l s−1 à la station de Varès, non loin du confluent avec la Garonne, et un débit minimal de 30 l s−1 sur la branche monclaraise du Tolzac, où se situe le lac de Caussade. Le protocole rédigé en 2011 indique ainsi un déficit de 1 à 2,5 millions de km3 avant soutien d'étiage, que ne peut subvenir à elle seule la retenue du Lourbet, sur la branche du Tolzac de Verteuil, et ce sans compter les nombreuses périodes d'assec de la branche du Tolzac de Monclar.

### Conséquences du projet avorté du barrage de Sivens
À la suite du conflit autour du projet de barrage de Sivens, ayant pour point d'orgue les manifestations de 2014 ayant entraîné la mort du jeune militant Rémi Fraisse, la politique nationale autour des projets de lac d'irrigation a été revue, notamment de manière à introduire une concertation poussée avec les habitants. Depuis une instruction gouvernementale de 2015, les projets de réserves d'eau, pour pouvoir être financés par les agences de l'eau, doivent être élaborés dans le cadre d'une démarche de « projet de territoire pour la gestion de l'eau » (PTGE), Ces projets de territoire imposent la réalisation de diagnostics, et de mesures d'accompagnement vers l'agroécologie, visant à réduire la consommation en eau des territoires. Ils imposent également de réfléchir à d'autres solutions que des barrages d'eau massifs, tels que des petites réserves collinaires, ou une adaptation des cultures selon les ressources disponibles — vers des plantes moins gourmandes en eau (comme le sorgho), mais moins rentables. Dans une politique nationale de maîtrise de la consommation d'eau, la construction de barrages reste ainsi autorisée, sous réserve d'un consensus des habitants, élus et associations environnementales.
Les projets de territoire sont cependant accusés de ralentir considérablement les dossiers de réalisation de barrages d'eau. Six ans après la fin annoncée du projet de barrage de Sivens, la concertation autour d'un nouveau barrage plus petit, dans le cadre légal du projet de territoire, n'a toujours pas porté ses fruits. Entre 2015 et 2019, moins de cinq projets de territoire ont été validés.
En ne sollicitant pas de financement par les agences de l'eau, les promoteurs du lac de Caussade s'évitent de participer à ces procédures laborieuses de projet de territoire. Au média Pleinchamp, Serge Bousquet-Cassagne explique qu'« un projet de territoire, c'est l'enterrement en grandes pompes et officiel de tout projet ».

## Descriptif du projet

### Caractéristiques techniques
Le graphique qui aurait dû être présenté ici ne peut pas être affiché car il utilise l'ancienne extension Graph, désactivée pour des questions de sécurité. Des indications pour créer un nouveau graphique avec la nouvelle extension Chart sont disponibles ici.

Le projet consiste à la réalisation d'une réserve d'eau sur des terres arables et parcelles forestières, et la construction d'un barrage de 378 m de long. La superficie du lac est de 20 ha, sur plus d'1 km de long, pour une capacité maximale de 920 000 m3, desquelles 233 000 m3 seraient réservés à l'alimentation du Tolzac durant les périodes de sècheresse. Durant l'été, la retenue permettrait de soutenir l'étiage du Tolzac de Monclar, à hauteur de 30 l s−1. Dans le détail, la vocation du barrage serait la suivante, :
- irrigation : 433 200 m3 (dont 80 000 m3 correspondant à ce qui était déjà prélevé auparavant) ;
- soutien d'étiage : 233 280 m3 ;
- gestion interannuelle : 233 520 m3 ;
- réserve minimale technique : 20 000 m3.

Le barrage est un barrage en remblai homogène, d'une longueur de 378 m, d'une hauteur de 12,5 m, et d'une épaisseur en crête de 88,5 m. Le remblai est constitué de terres argileuses prélevées parmi les déblais du lac.

### Montage du projet
Le projet est porté par le syndicat départemental des collectivités irrigantes du Lot-et-Garonne (SDCI 47), pour le compte de l'association syndicale autorisée des coteaux du Tolzac. Les associations syndicales autorisées sont des associations d'agriculteurs permettant de mettre en commun des ressources afin de réaliser des installations communes pour plusieurs agriculteurs. Le SDCI 47 est une structure, fondée en 1977, regroupant les collectivités locales et les associations syndicales autorisées d'agriculteurs du Lot-et-Garonne autour des questions de l'irrigation. Le lac de Caussade est soutenu financièrement et politiquement par la chambre d'agriculture de Lot-et-Garonne, contrôlée depuis 2013 par le syndicat agricole Coordination rurale et présidée par Serge Bousquet-Cassagne. Son vice-président Patrick Franken est également de l'ASA des coteaux du Tolzac et président du syndicat Coordination rurale 47 jusqu'en 2019.
Les acquisitions foncières, les travaux et la maîtrise d'ouvrage portent le coût du projet à près de 3 millions d'euros. Durant toute cette période, le projet n'est jamais appelé barrage de Caussade mais lac — bien qu'il s'agisse de la réalisation d'un barrage permettant la retenue d'eau —, afin d'éviter des parallèles médiatiques avec le barrage de Sivens.
Lors de l'enquête publique, le plan de financement prévisionnel prévoit une prise en charge publique (financement européen et régional) de près de 50 %, un apport du conseil départemental de Lot-et-Garonne pour 15 %, et un autofinancement de plus d'un million d'euros.
À la suite des débouchés administratifs et judiciaires contre le projet, la chambre d'agriculture récupère durant l'hiver 2018-2019 la maîtrise d'ouvrage de fait et finance et réalise elle-même les travaux nécessaires, pour plus d'un million d'euros,.

## Impact du projet

### Irrigation des terres agricoles
Les 433 200 m3 autorisées pour l'irrigation des terres permettent de soutenir 24 à 28 exploitations agricoles environnantes, possédant des cultures à forte valeur ajoutée et gourmandes en eau : prune, noisette, betteraves, ail, maïs,.

### Impact environnemental

Espèces florales protégées recensées dans le dossier d'autorisation environnementale
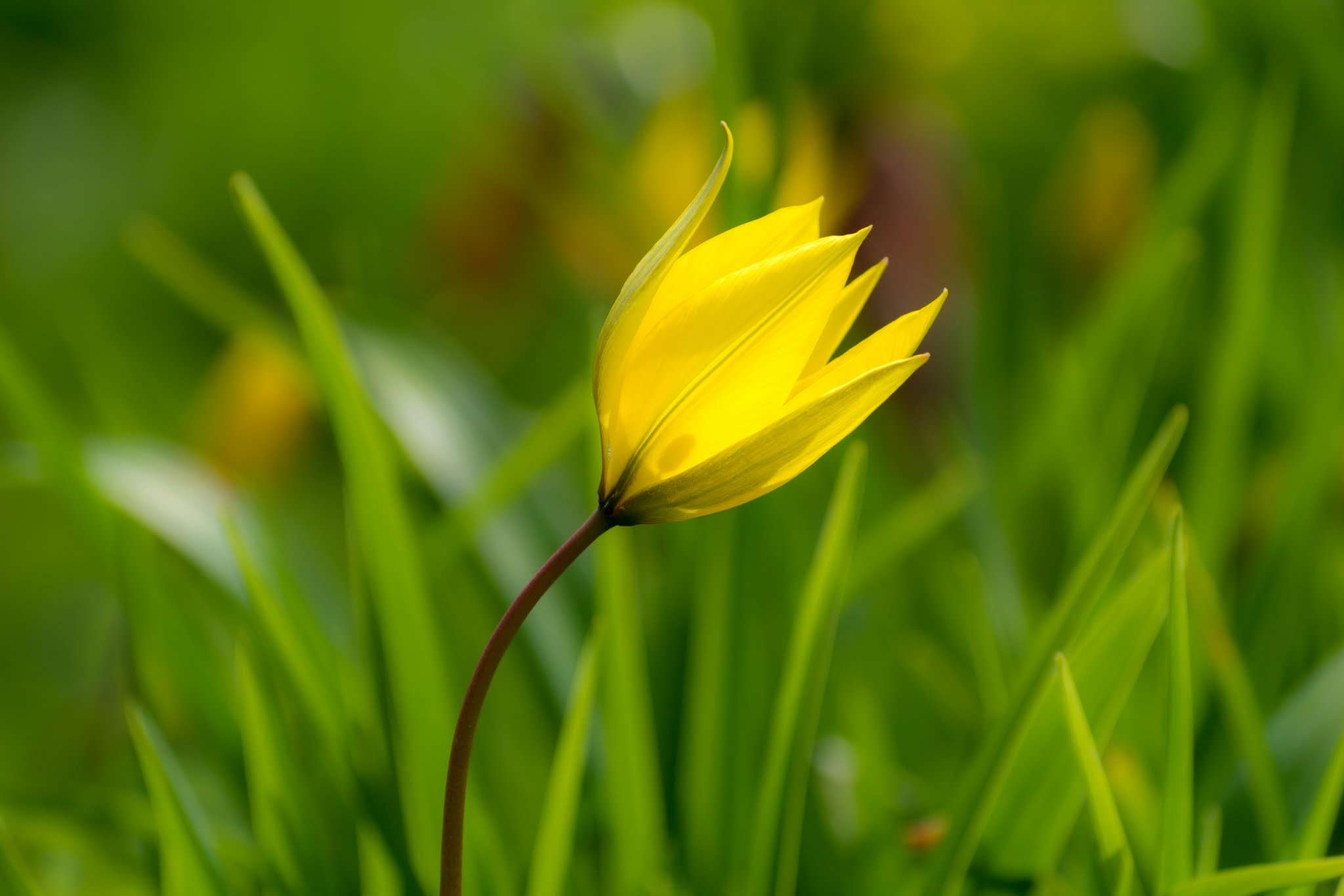
Tulipe des bois, Tulipa sylvestris.
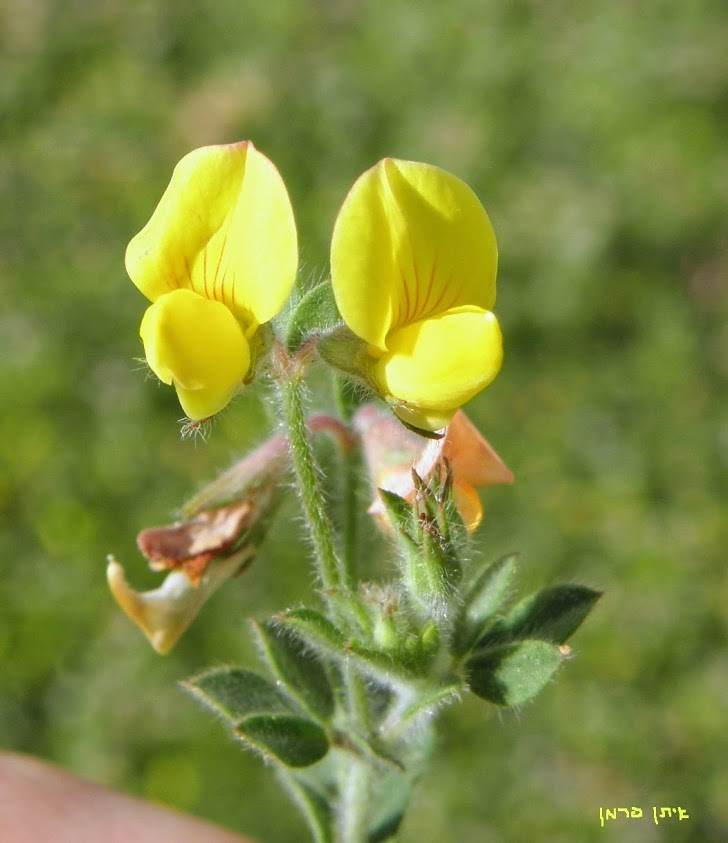
Lotier grêle, Lotus angustissimus.
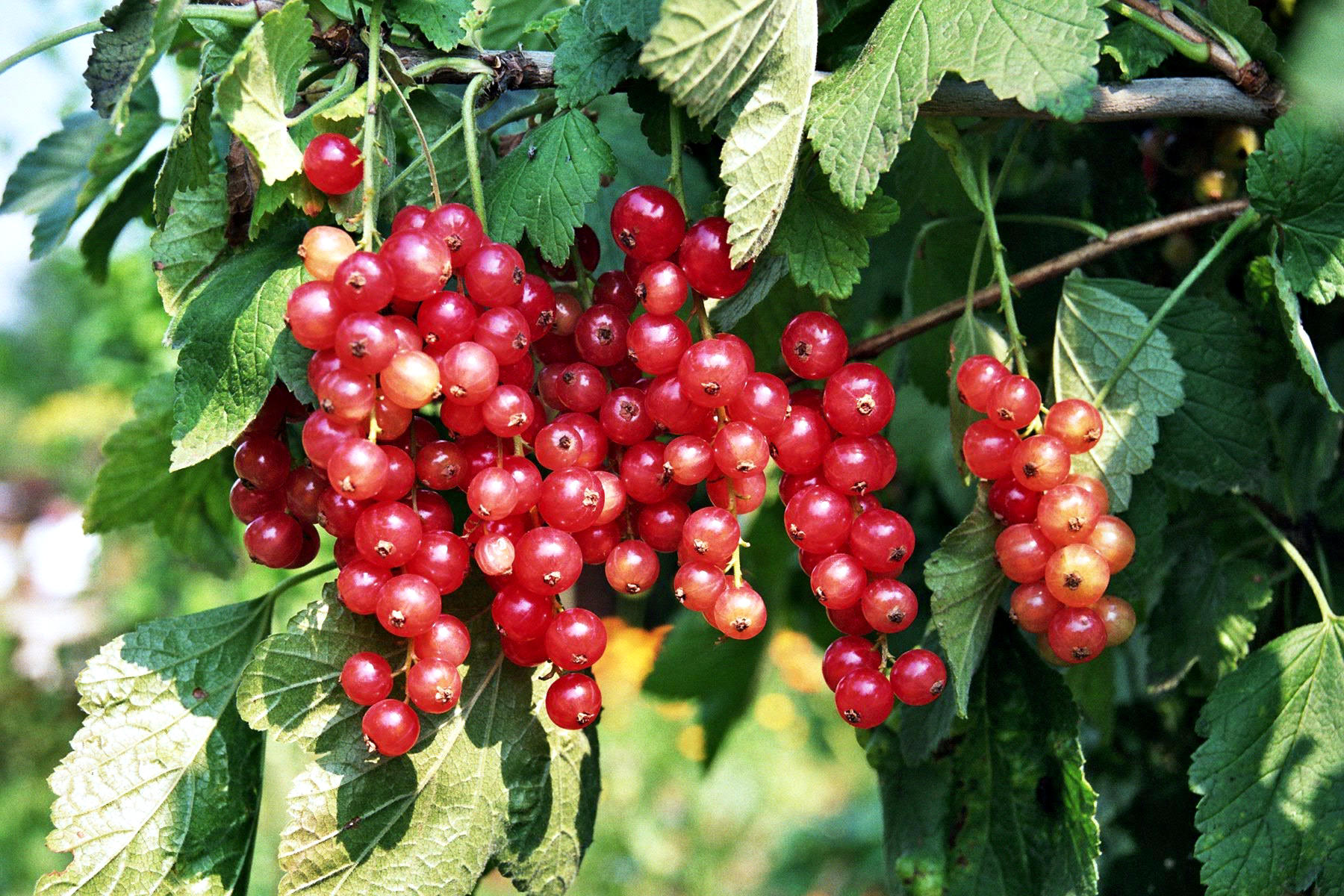
Groseillier rouge, Ribes rubrum.
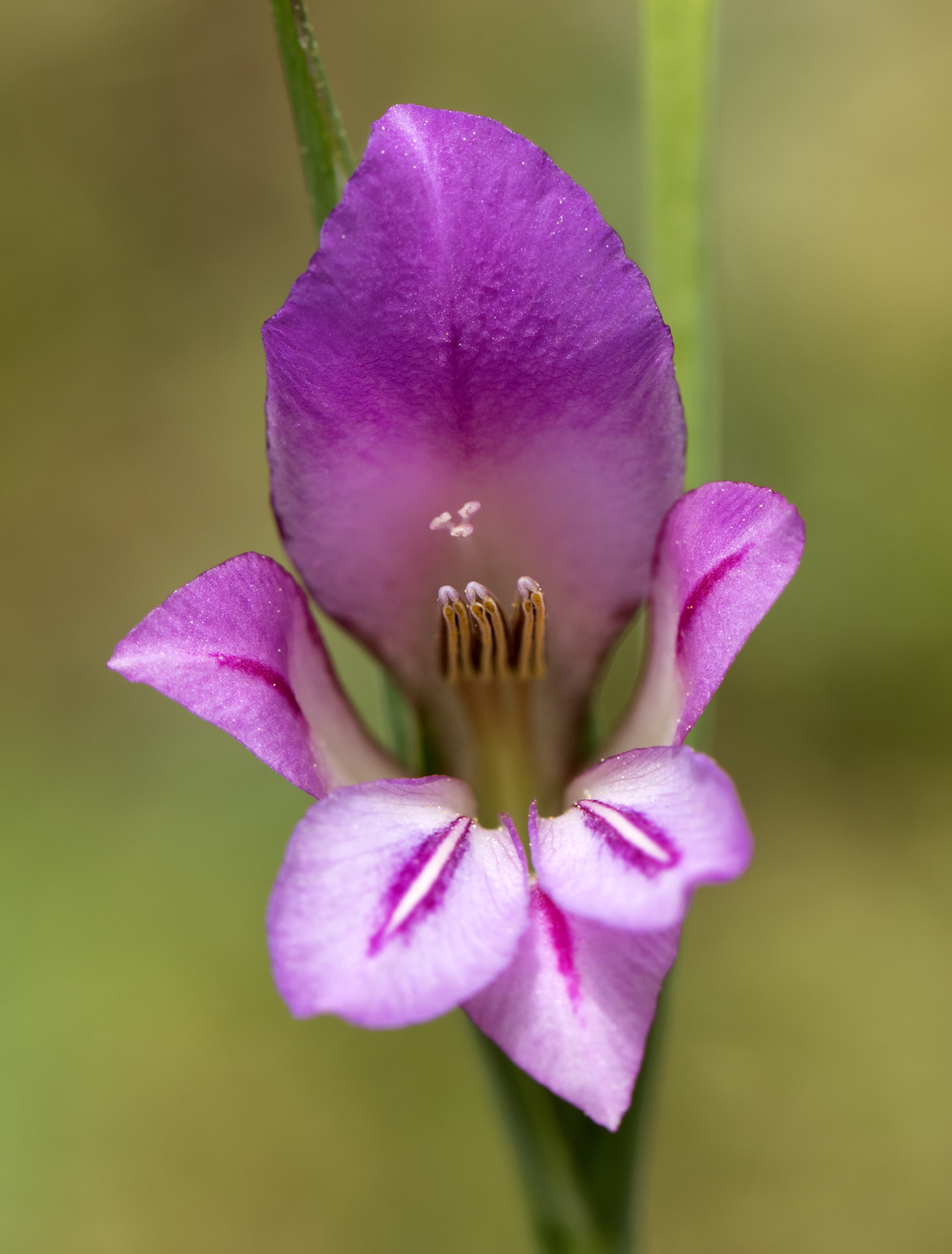
Glaïeul des moissons, Gladiolus italicus.

Malgré ces[Lesquelles ?] mesures compensatoires, plusieurs avis défavorables sont rendus par les autorités et associations environnementales. L'autorité environnementale de Nouvelle-Aquitaine émet des réserves, demandant des mesures compensatoires plus approfondies, notamment vis-à-vis de la tulipe des bois. Le conseil national de la protection de la nature, dont l'avis est nécessaire lors de la destruction de foyers d'espèces protégées, n'accorde pas de dérogation, soulignant notamment un inventaire incomplet, l'absence de mesures d'évitement, et des mesures compensatoires imprécises, ce que constate également l'agence française pour la biodiversité, émettant deux avis défavorables.

## Histoire

### Années 1980 à 2000: ébauche d'une retenue d'eau à Saint-Pierre-de-Caubel
Dès 1980, une association syndicale autorisée voit le jour afin d'envisager la réalisation d'une retenue d'eau sur le bassin versant du Tolzac, à des fins d'irrigation. En 1991, un avant-projet détaillé apparaît, mais des contraintes sur le foncier empêchent l'avancement du projet, qui est mis en sommeil pendant une dizaine d'années.
En 2001, le projet est réactivé afin d'alimenter la branche monclaraise du Tolzac lors des périodes d'étiage. Des études approfondies sont menées, desquelles ressortent trois sites favorables à l'élaboration d'une retenue d'eau, de par leur volume utile et leur localisation. Le site sur le ruisseau de Caussade est choisi en raison des emprises foncières favorables.

### Années 2010: réveil du projet
Face au manque d'eau récurrent du Tolzac en été, un plan de gestion d'étiage est signé en 2011 entre les différents acteurs locaux. Celui-ci prévoit la possibilité de réaliser une retenue de réalimentation du Tolzac d'un volume utile jusqu'à 700 000 m3. Le projet débute en 2012, avec l'obtention de la maîtrise d'œuvre déléguée au Syndicat départemental des collectivités irrigantes du Lot-et-Garonne (SDCI 47), pour le compte de l'Association syndicale autorisée (ASA) des Coteaux du Tolzac. Le SDCI s'associe au conseil départemental et à la chambre d'agriculture pour la réalisation de la retenue d'eau.
À l'issue de nouvelles études, un premier dossier d'exploitation est présenté en 2017 aux services de l'État et financeurs. Le dossier est déposé le 24 octobre 2017 devant la direction départementale des territoires de la préfecture de Lot-et-Garonne.
Face à une potentielle contestation à la suite des événements liés au barrage de Sivens, Serge Bousquet-Cassagne, président de la Chambre d'agriculture de Lot-et-Garonne et membre de la Coordination rurale 47, déclare dès 2016 souhaiter réaliser le lac coûte que coûte, même si les autorités ne le permettent pas.

### 2018: autorisation puis retrait
Le 29 juin 2018, la préfète de Lot-et-Garonne signe l'arrêté autorisant la création de la réserve de Caussade.
Le 17 septembre 2018, deux associations environnementales, SEPANSO et SEPANLOG, attaquent l'arrêté d'autorisation au tribunal administratif de Bordeaux. Selon elles, l'enquête publique n'a pas écouté les avis défavorables de l'Agence française pour la biodiversité et du Conseil national pour la protection de la nature. Surtout, l'arrêté préfectoral ne respecterait pas la directive-cadre européenne sur l'eau et la législation sur les espèces protégées. Le lendemain, la fédération France Nature Environnement (FNE) demande en référé la suspension des travaux, débutés quelques jours plus tôt par le défrichage des terres. Dans une lettre envoyée le même jour, le Ministre de la Transition écologique et solidaire François de Rugy et le Ministre de l'Agriculture Stéphane Travert demandent à la préfète de retirer son autorisation, justifiant de risques sur la compatibilité du projet avec le schéma directeur d'aménagement et de gestion des eaux. L'autorisation est retirée le 15 octobre 2018 par la préfète, quelques jours avant le jugement au tribunal.
Tout au long des mois de septembre et octobre, Serge Bousquet-Cassagne réaffirme sa volonté de réaliser le lac, avec ou sans autorisation :

« Une fois les délais de recours dépassés, c'est-à-dire début novembre, nous réaliserons le lac nous-mêmes. Nous appellerons les paysans, il nous faudra leur matériel, leur temps, leurs bras mais nous lancerons le projet. »

— Serge Bousquet-Cassagne, Le Petit Bleu d'Agen, 20 septembre 2018.
Le 13 novembre, le tribunal administratif de Bordeaux rejette une demande en référé de la Coordination rurale 47 visant à annuler le retrait d'autorisation de la préfète. Le lac est donc illégal, en attendant une nouvelle procédure d'enquête environnementale et de mise en conformité avec le schéma directeur,.

### Hiver 2018-2019: construction illégale du lac
Comme annoncé, les travaux débutent discrètement le 18 novembre 2018, officieusement par des « travaux de voirie ». Malgré des visites d'huissiers et des mises en demeure des préfets de département et de région, les travaux prennent de l'ampleur. Saisie en référé par France Nature Environnement, la justice ordonne le 30 novembre la fin des travaux et la remise en état du site, sans effet : la maîtrise d'ouvrage est passée du syndicat départemental des collectivités irrigantes à la chambre d'agriculture, qui finance et réalise entièrement les travaux par elle-même.
Fin novembre, l'État attaque les promoteurs du projet en justice pour obtenir l'arrêt immédiat des travaux. Les travaux sont arrêtés une première fois le 18 décembre 2018 pour des raisons climatiques, pour reprendre début janvier 2019. Afin de faire respecter plusieurs décisions de justice, des gendarmes viennent le 23 janvier 2019 poser des scellés sur les tracteurs et outils de travail. Ils sont accueillis par plus de 300 agriculteurs et élus du Lot-et-Garonne, les empêchant d'accéder au site,. Ce sera la seule opération sur place des forces de l'ordre, l'État ne souhaitant pas revivre un épisode similaire au barrage de Sivens.
Après deux semaines d'interruption à cause de mauvaises conditions météorologiques, puis deux semaines de travaux, le lac est considéré comme terminé le 22 février 2019 par la chambre d'agriculture. Quarante bénévoles se sont relayés pour construire la digue et creuser le lac.

### Depuis 2019: un lac utilisé, malgré des risques pour la sécurité?

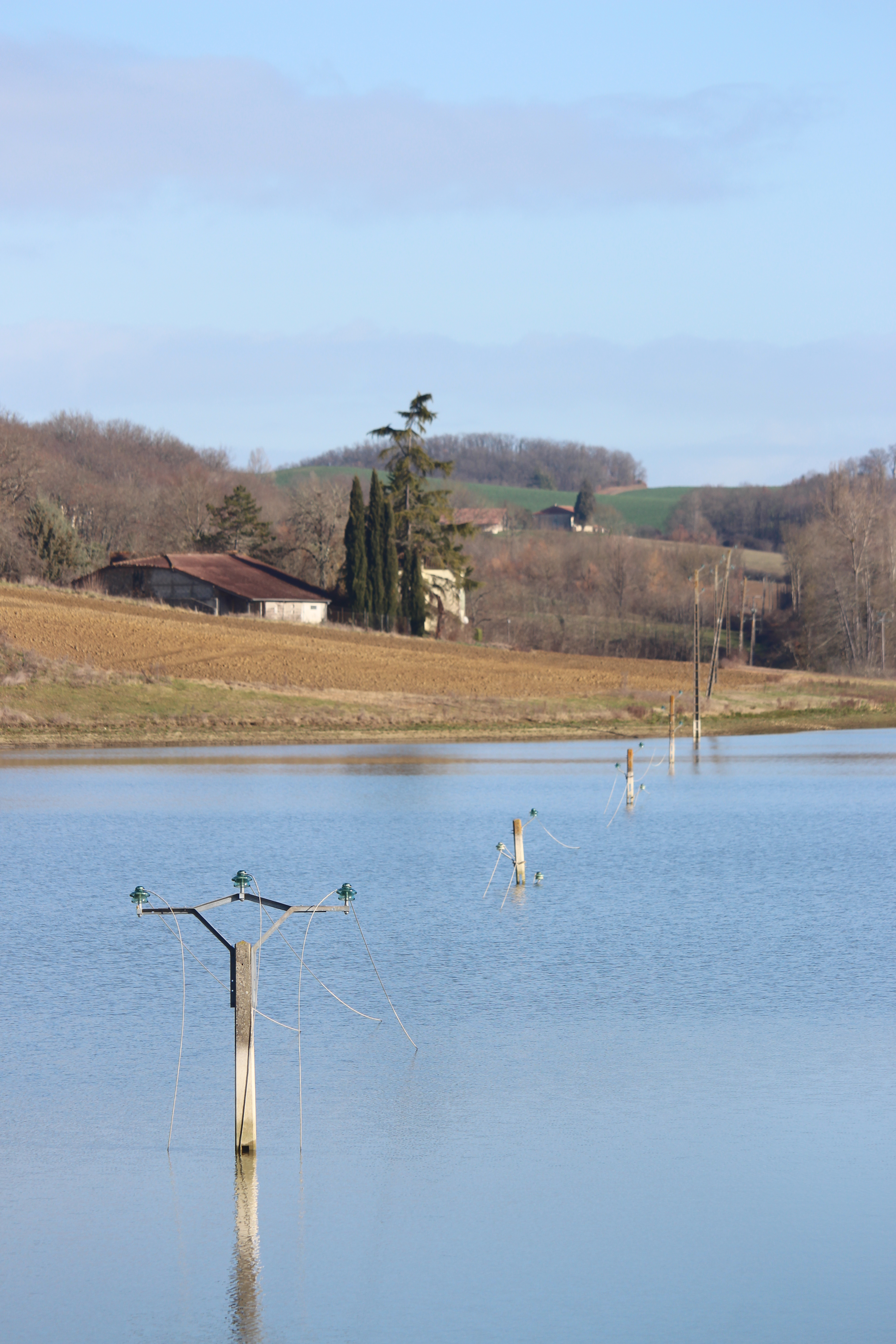
Des poteaux électriques désactivés laissés dans le lac de Caussade.

Malgré de nouvelles décisions judiciaires, confirmant l'arrêté d'annulation d'autorisation, le lac persiste. Le 28 mars 2019, le tribunal administratif de Bordeaux suivant les conclusions du rapporteur public, déboute les promoteurs du lac, et met en cause la pertinence du premier arrêté d'autorisation. Le 2 mai 2019, la préfète de Lot-et-Garonne ordonne l'arrêt des travaux, l'ouvrage d'une brèche dans la digue, la destruction de cette dernière dans les trois mois, et la consignation d'un million d'euros à la chambre d'agriculture de Lot-et-Garonne, pour une remise en état du site dans les dix-huit mois. Cette dernière réagit : « S'ils veulent un Sivens à l'envers, ils l'auront. »
Le lac est mis en eau au fil des pluies durant l'année 2019. Durant le printemps, des vigiles se chargent de surveiller de potentielles venues des forces de l'ordre autour du lac. Rien ne se passe : aucune force de l'ordre n'est aperçue durant les semaines qui suivent, et la consignation n'est pas prélevée. Au contraire, une désescalade des tensions s'amorce. En juin, la préfète de région Fabienne Buccio et la préfète de Lot-et-Garonne Béatrice Lagarde invitent les promoteurs du lac à justifier la situation du lac, et à vérifier que ce dernier a été érigé dans les règles de l'art. Sont requises une vérification de la sécurité ainsi que des études hydrographiques pour évaluer l'impact du lac. Un nouveau dossier d'autorisation est déposé auprès de la préfecture du Lot-et-Garonne durant l'été. Un comité de pilotage est également installé afin de participer à la résolution du conflit.
Cependant, l'association France Nature Environnement continue les actions judiciaires contre ce lac, en attaquant les promoteurs et l'État auprès de la Commission européenne, pour non-respect des directives européennes sur l'eau et sur la faune. Elle demande également à la préfète du Lot-et-Garonne de faire respecter l'arrêté signé en mai, ordonnant la destruction du lac. Celle-ci se justifie en voulant « trouver un chemin », suspendant l'arrêté dans l'attente des résultats de la concertation.
Durant l'hiver 2019-2020, le lac se remplit jusqu'à être plein en décembre 2019, ce qui permet de vérifier la solidité de l'ouvrage. Une enquête d'un cabinet indépendant conclut à des risques de rupture de l'ouvrage dus à des défauts dans la réalisation du drainage vertical, ainsi qu'au choix de coefficients de sécurité insuffisants par rapport aux normes. En cas de rupture de l'ouvrage, près de 70 habitations seraient touchées dans la zone. Face à ce risque, la préfète de département Béatrice Lagarde annonce la vidange prochaine du lac par l'État ; la chambre d'agriculture riposte en annonçant qu'elle empêchera cette vidange, et dit craindre « des drames totalement injustifiés ». Le 9 mars 2020, 300 agriculteurs se réunissent de nouveau pour empêcher une opération des services de l'État. La demande de vidange est finalement annulée à la suite d'une rencontre avec la secrétaire d'État auprès de la ministre de la Transition écologique, Emmanuelle Wargon : dans le cadre d'un accord, l'État demande une contractualisation sur les besoins en eau en vue d'un nouveau dossier d'organisation, et une baisse du niveau d'eau à une mesure acceptable vis-à-vis des risques potentiels de rupture, en attendant une vidange pour vérification complète à l'automne. Fin mai, des premiers experts ministériels viennent surveiller et inspecter l'ouvrage, pour contribuer au dialogue entre les promoteurs du lac et l'État. Ceux-ci rapportent que le dispositif d'évacuation des crises est à reprendre presque intégralement, mais que le risque de rupture est minime et n'affecterait que 6 habitations — et non 70. Politiquement, les experts constatent l'échec des « injonctions successives » de l'État. Une baisse du niveau d'eau doit avoir lieu, mais celle-ci ne pourrait s'obtenir que par un recours à la force publique, risqué après le drame des manifestations liées au barrage de Sivens :

« Il est alors évident que seul le recours à la force publique permettrait d'obtenir l'abaissement du plan d'eau. Cependant, outre l'évaluation, très incertaine, de la probabilité de réussite d'une telle opération et l'importance des risques humains qu'elle emporterait, son risque médiatique et politique apparaît considérable. »

Ceux-ci recommandent donc de surveiller constamment l'ouvrage et d'obtenir des garanties de réparation de l'ouvrage à moyen terme, avec à court terme le développement de systèmes d'alertes hydrométéorologiques et de potentielles fuites prévenant les pouvoirs publics, afin d'évacuer les populations en cas de nécessité.
En juillet 2020, l'association France Nature Environnement publie des rapports d'un cabinet indépendant, de l'Institut national de recherche pour l'agriculture, l'alimentation et l'environnement (INRAE), et de la Direction générale de la prévention des risques (DGPR), alertant, à défaut de risque de rupture imminent, de défauts avérés de sécurité nécessitant des mesures correctives,. Malgré cela, le 8 juillet 2020, les vannes du lac sont ouvertes pour le premier été, permettant l'irrigation du Tolzac de Monclar. Le lac n'est cependant pas vidangé à l'automne, comme ordonné quelques mois plus tôt, l'État temporisant et souhaitant un retour à la concertation.
La cour administrative d'appel de Bordeaux confirme une nouvelle fois le 23 février 2021 l'illégalité du lac, en refusant d'annuler l'arrêté de retrait d'autorisation des travaux d'octobre 2018, « eu égard aux effets néfastes du projet sur la gestion des eaux et à l'absence d'amélioration, voire la dégradation de la qualité de l'eau ». La ministre de la Transition écologique Barbara Pompili appelle à « une issue réaliste », tout en rappelant l'illégalité du barrage.

## Acteurs et réactions politiques
Localement, le projet a peu d'opposants.[réf. nécessaire]

## Galerie

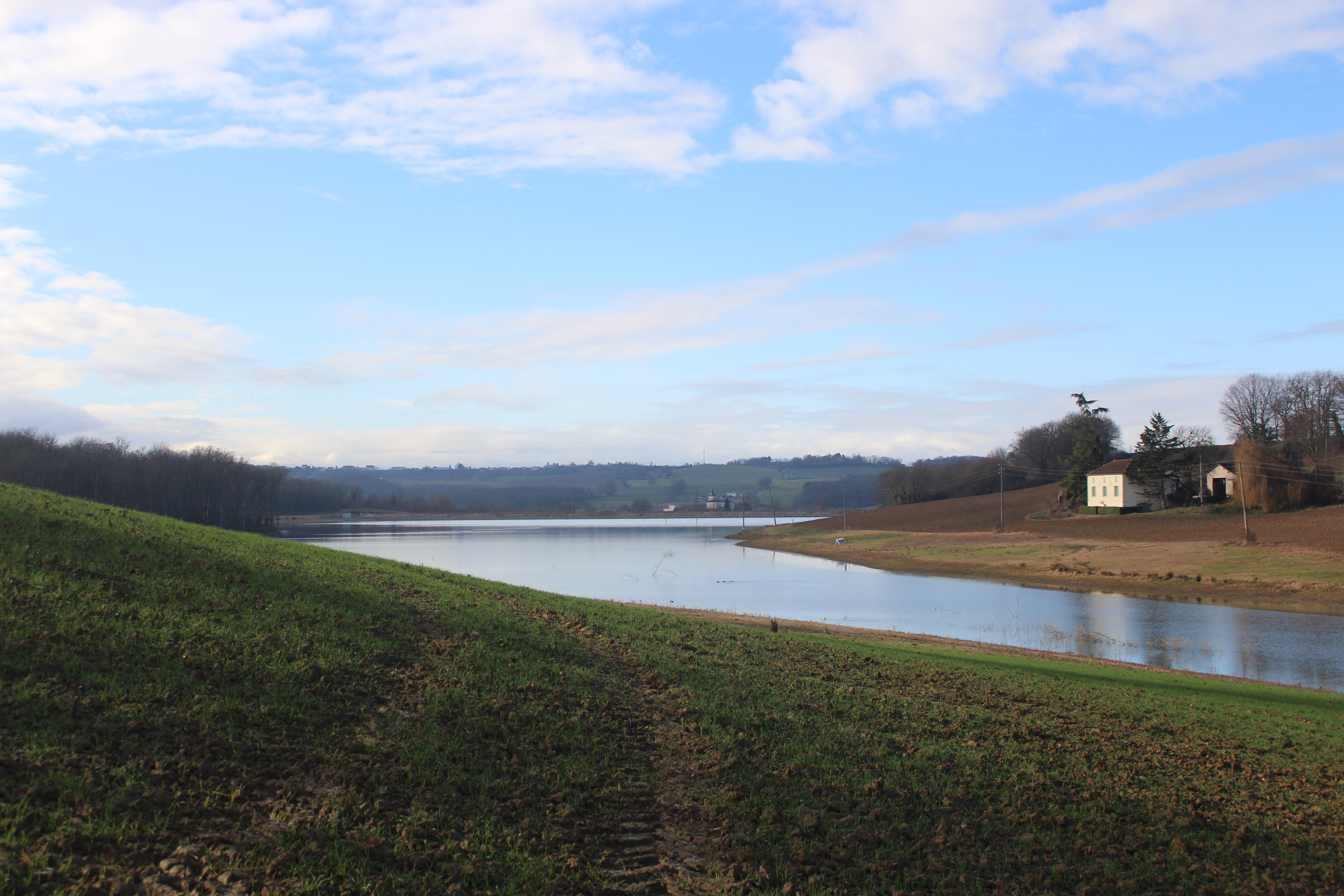
Vue du lac depuis l'affluent de la rivière Caussade.
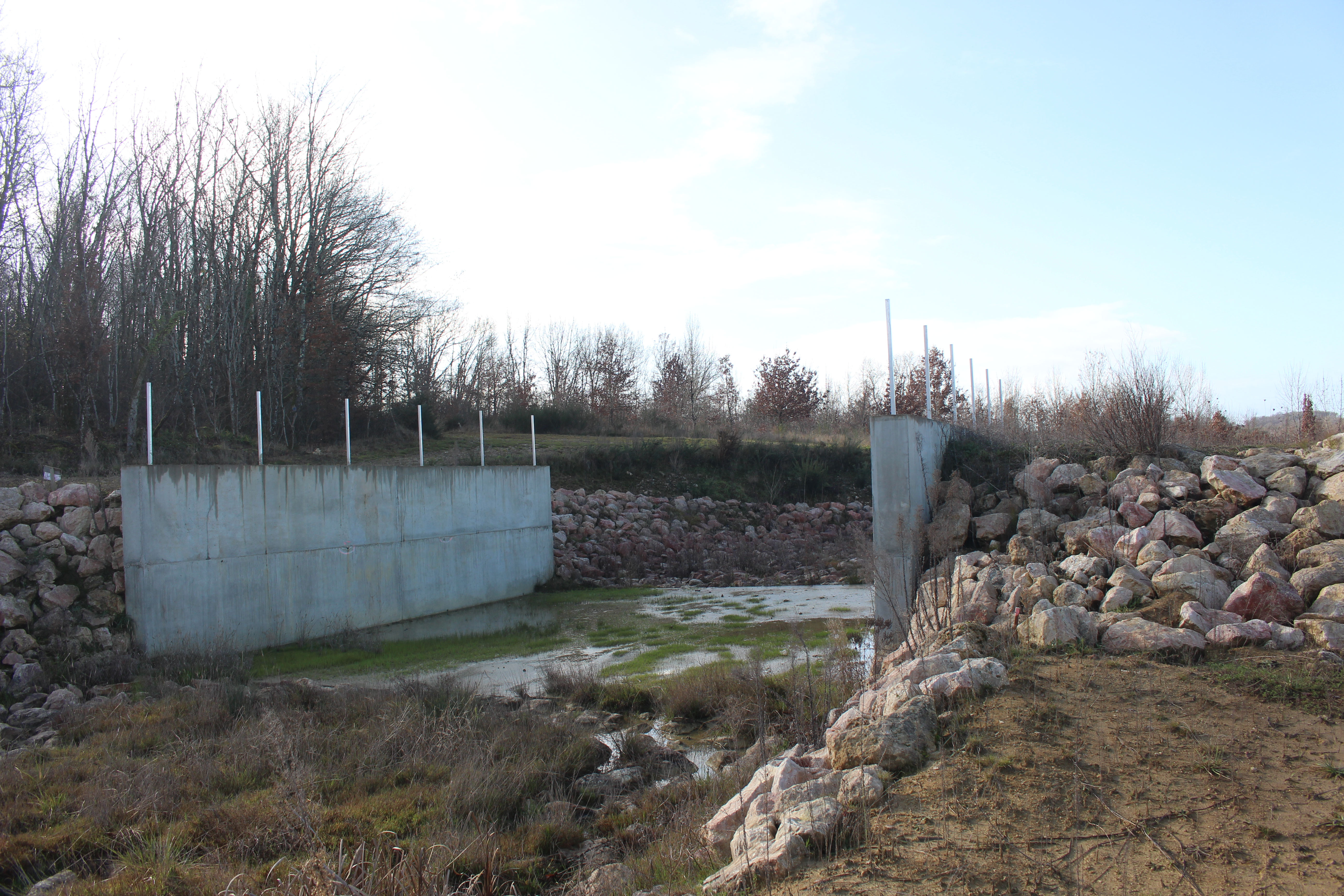
Évacuateur de crue, en béton.
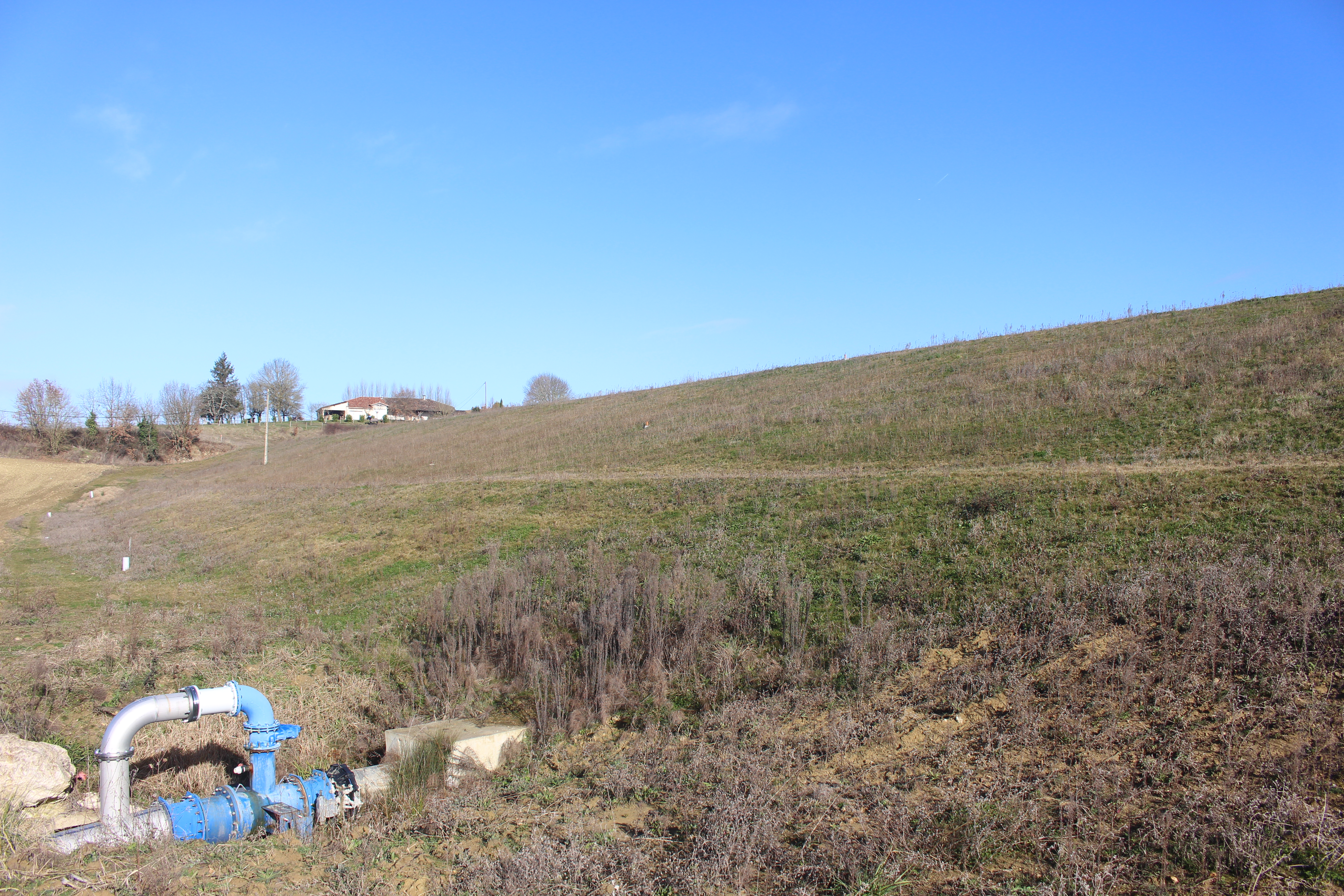
Talus du barrage.
Panorama sur le lac.

## Conséquences judiciaires
À la suite d'une plainte de France Nature Environnement, SEPANSO et SEPANLOG envers les promoteurs du lac de Caussade pour la réalisation illégale de travaux, le tribunal judiciaire d'Agen condamne le 10 juillet 2020 Serge Bousquet-Cassagne, président de la Chambre d'agriculture du Lot-et-Garonne, à neuf mois de prison ferme — auxquels s'ajoutent quatre mois de sursis révoqués —, ainsi que Patrick Franken, vice-président de la Chambre d'agriculture, président du syndicat agricole Coordination rurale 47 et président de l'ASA du Tolzac, à l'origine du projet, à huit mois de prison ferme — auxquels s'ajoutent quatorze mois de sursis révoqués. Les deux protagonistes sont également condamnés à verser près de 65 000 € de dommages et intérêts aux associations environnementales et à Enedis. La Chambre d'agriculture est condamnée à 40 000 € d'amende, dont 20 000 € avec sursis. Il leur est reproché d'avoir pollué et exécuté des travaux nuisibles à l'eau et aux milieux aquatiques.
En appel, le tribunal d'Agen ramène les peines à dix mois de prison avec sursis probatoire de dix-huit mois, les deux agriculteurs échappant à la prison. Ils sont également condamnés à 7 000 € d'amende chacun, 1 000 € pour chaque partie civile, et 32 900 € pour les dommages matériels subis par Enedis. Comme en première instance, la Chambre d'agriculture est condamnée à 40 000 € d'amende, dont 20 000 € avec sursis. Le lac ne devrait pas être détruit ni le site remis en état.

### Rapports, avis et enquêtes
1. ↑  Dossier d'Autorisation Environnementale, p. 8
2. 1 2  Plan de gestion des étiages, p. 9-10.
3. 1 2  Concertation publique, p. 6
4. ↑  Dossier de demande d'autorisation environnementale, p. 48
5. ↑  Dossier de demande d'autorisation environnementale, p. 29-30
6. ↑  Rapport d'enquête publique, p. 15
7. ↑  Avis de l'autorité environnementale, p. 4
8. ↑  Avis du conseil national de la protection de la nature
9. ↑  Rapport d'enquête publique, p. 4
10. ↑  Concertation publique, p. 5
11. ↑  Rapport complémentaire au dossier d'autorisation environnementale, préambule

### Articles de presse
1. ↑  Frank Niedercorn, « Caussade : la retenue d'eau qui sème la zizanie en Lot-et-Garonne », Les Échos,‎ 25 septembre 2020 (lire en ligne )
2. 1 2  Philippe Collet, « Retenues d'eau : le gouvernement veut relancer les projets de territoire », Actu Environnement,‎ 19 mai 2019 (lire en ligne )
3. ↑  Stéphane Thépot, « Dans le Sud-Ouest, des négos entre deux eaux », Libération,‎ 17 mars 2017, p. 14-15 (lire en ligne )
4. ↑  Raphaël Lecocq, « « Le lac de Caussade est plein et la digue n'a pas pété » », Pleinchamp,‎ 11 février 2021 (lire en ligne)
5. ↑  Dorothée Laperche, « Caussade : une retenue d'eau au cœur d'une bataille juridique mouvementée », Actu-Environnement.com,‎ 14 mars 2019 (lire en ligne )
6. ↑  Julien Pellicier, « Caussade ou la fuite en avant », Sud Ouest,‎ 28 novembre 2018, p. 8-9 (lire en ligne )
7. 1 2 3  Philippe Gagnebet, « Illégal, le barrage de Caussade bientôt mis en eau », Le Monde,‎ 28 février 2019, p. 10 (lire en ligne )
8. 1 2  Pierre Carrey (photogr. Guillaume Rivière), « Dans le Lot-et-Garonne, le barrage et « la jacquerie » », Libération,‎ 23 juillet 2020, p. 12-13 (lire en ligne )
9. ↑  J.-L. A., « Feu vert pour le lac de Caussade », La Dépêche du Midi,‎ 1er juillet 2018 (lire en ligne)
10. ↑  Julien Pellicier, « « Le temps nous donnera raison » », Sud Ouest,‎ 22 août 2020, p. 10-11 (lire en ligne )
11. 1 2  Martine Valo, « Après Sivens, un nouveau barrage attise les tensions », Le Monde,‎ 21 septembre 2018, p. 6 (lire en ligne )
12. 1 2  Cathy Lafon, « Lac de Caussade : le long feuilleton de trois ans de tensions avec l'État », Sud Ouest,‎ 22 mai 2019 (lire en ligne , consulté le 30 mai 2021)
13. ↑  Loïc Chauveau, « Le lac de Caussade, emblème du réchauffement climatique en Nouvelle-Aquitaine et Occitanie », Sciences et Avenir,‎ 20 février 2019 (lire en ligne )
14. ↑  Lucas Serdic, « Le barrage de Caussade sera-t-il le nouveau Sivens du Lot-et-Garonne ? », La Dépêche du Midi,‎ 26 septembre 2018 (lire en ligne, consulté le 30 mai 2021)
15. ↑  Julien Pellicier, « De Rugy et Travert se penchent sur le projet de lac de Caussade », Sud Ouest,‎ 6 octobre 2018, p. 7 (lire en ligne )
16. ↑  Julien Pellicier, « Le projet de lac de Caussade enterré par la justice », Sud Ouest,‎ 19 novembre 2018 (lire en ligne )
17. ↑  Mathilde Roche, « "Lac de Caussade" : dans le Lot-et-Garonne, des agriculteurs au dessus des lois ? », sur LCI, 14 décembre 2018 (consulté le 30 mai 2021)
18. ↑  Jérôme Schrepf, « Au lac de Caussade, début des travaux, sans autorisation », La Dépêche du Midi,‎ 23 novembre 2018, p. 42 (lire en ligne)
19. ↑  « Chantier du lac de Caussade : la contre-attaque de la préfecture de Région », sur France 3 Nouvelle-Aquitaine, 28 novembre 2018 (consulté le 30 mai 2021)
20. ↑  Julien Pellicier, « Ils creusent encore dans l'illégalité », Sud Ouest,‎ 5 janvier 2019, p. 7 (lire en ligne )
21. ↑  Frédéric Pascaud, « Le face-à-face tourne à l'avantage de la CR47 », La Dépêche du Midi,‎ 24 janvier 2019, p. 32 (lire en ligne )
22. ↑  Éric La Chesnais, « Près d'Agen, les agriculteurs défient l'État pour garder leur barrage », Le Figaro,‎ 1er mars 2018, p. 15 (lire en ligne )
23. ↑  Julien Pellicier, « Creusé sans aucune retenue », Sud Ouest,‎ 22 mai 2019
24. ↑  Frank Niedercorn, « Lac de Caussade : les agriculteurs refusent de détruire leur barrage », Les Échos,‎ 10 mai 2019, p. 27 (lire en ligne ).
25. ↑  Blandine Philippon, « Qui viendra sera reçu », Sud Ouest,‎ 10 mai 2019, p. 9 (lire en ligne ).
26. ↑  Jean-Philippe Déjean, « Lac de Caussade : comment la préfète Fabienne Buccio démine ce dossier explosif », La Tribune,‎ 2 juillet 2019, p. 88 (lire en ligne ).
27. ↑  Stéphane Bersauter, « Lac de Caussade : décision d'État à géométrie variable », La Dépêche du Midi,‎ 12 octobre 2019, p. 22 (lire en ligne).
28. ↑  Thierry Dumas, « Le lac de Caussade est rempli », Sud Ouest,‎ 13 décembre 2019 (lire en ligne ).
29. ↑  « Lot-et-Garonne : la retenue d'eau illégale de Caussade se remplit, les tensions se ravivent », sur France 3 Nouvelle-Aquitaine, 28 février 2019 (consulté le 30 mai 2021).
30. ↑  Julien Pellicier, « Caussade : vidange imminente ? », Sud Ouest,‎ 27 février 2020, p. 2-3.
31. ↑  Émilien Gomez-Cabot, « Pour certains, c'est le lac ou la mort ! », Sud Ouest,‎ 10 mars 2020, p. 8-9 (lire en ligne ).
32. ↑  Baptiste Gay, « Le lac de Caussade retrouve le chemin de la légalisation », La Dépêche du Midi,‎ 11 mars 2020, p. 20 (lire en ligne ).
33. ↑  Baptiste Gay, « Exclusif : ce que dit la note d'étape de la mission interministérielle sur le lac de Caussade », La Dépêche du Midi,‎ 8 juillet 2020, p. 22 (lire en ligne ).
34. ↑  Julien Pellicier, « FNE appuie sur les failles connues de l'État », Sud Ouest,‎ 3 juillet 2020, p. 10 (lire en ligne ).
35. ↑  Martine Valo, « Illégal, le barrage de Caussade présente aussi des défauts de sécurité », Le Monde,‎ 4 juillet 2020, p. 10 (lire en ligne ).
36. ↑  Thierry Dumas, « Caussade : les vannes sont ouvertes », Sud Ouest,‎ 10 juillet 2020, p. 18.
37. ↑  Stéphane Bersauter, « À Pinel-Hauterive, la vidange est déjà un souvenir », La Dépêche du Midi,‎ 15 novembre 2020, p. 25 (lire en ligne ).
38. ↑  Philippe Gagnebet, « Le barrage de Caussade à nouveau jugé illégal, mais toujours en activité », Le Monde,‎ 25 février 2021, p. 9 (lire en ligne ).
39. ↑  Jean-Philippe Déjean, « Condamnation à de la prison ferme à Agen pour les promoteurs du lac de Caussade », La Tribune,‎ 16 juillet 2020, p. 119 (lire en ligne )
40. ↑  Élodie Viguier, « Procès du lac de Caussade : Serge Bousquet-Cassagne et Patrick Franken n'iront pas en prison », Sud Ouest,‎ 14 janvier 2022 (lire en ligne )

### Autres références
1. ↑  « Ruisseau de caussade [O9010630] - Cours d'eau », sur www.sandre.eaufrance.fr (consulté le 30 mai 2021)
2. 1 2  Garonne 2050 : une étude prospective sur les besoins et les ressources en eau - Adour-Garonne - 2012, p. 2
3. ↑  Garonne 2050 : une étude prospective sur les besoins et les ressources en eau - Adour-Garonne - 2012, p. 15
4. ↑  Garonne 2050 : une étude prospective sur les besoins et les ressources en eau - Adour-Garonne - 2012 (rapport complet), p. 44
5. ↑   France, Ministère de l'écologie, du développement durable et de l'énergie. « Instruction du Gouvernement du 4 juin 2015 relative au financement par les agences de l'eau des retenues de substitution », DEVL1508139J [lire en ligne]
6. ↑  « Historique | SDCI 47 », sur www.sdci47.fr (consulté le 16 juin 2021)
7. ↑  Cour administrative d'appel de Bordeaux, La retenue d'eau de Caussade est bien illégale, 23 février 2021 (lire en ligne), 19BX02219, paragr. 30-31.

### Documents du projet

#### Hydrographie du bassin versant du Tolzac
- Acteon Environnement, Groupe Futuribles, CACG, IRSTEA, Garonne 2050 : une étude prospective sur les besoins et les ressources en eau, à la base d'une stratégie d'adaptation au changement climatique : synthèse, Agence de l'eau Adour-Garonne, 2013, 15 p. (lire en ligne) [PDF] et rapport complet (68 p.) (lire en ligne.) [PDF]
- [Plan de Gestion des Étiages] Syndicat intercommunal d'assainissement des vallées du Tolzac, Protocole plan de gestion des étiages du bassin versant du Tolzac, février 2011, 24 p. (lire en ligne [PDF]).

#### Dossier de réalisation
- [Concertation publique] Syndicat départemental des collectivités irrigantes de Lot-et-Garonne, Concertation du public : création d'une retenue de réalimentation - Site de Caussade, mai 2017, 12 p. (lire en ligne).
- [Dossier d'Autorisation Environnementale] Syndicat départemental des collectivités irrigantes du Lot-et-Garonne, Projet de création d'une retenue d'eau collective et de soutien d'étiage sur le bassin versant du Tolzac : Dossier d'autorisation environnementale, 2 mars 2018, 308 p. (lire en ligne : p. 1-100, p. 101-200, p. 201-260, p. 261-308, rapport complémentaire.)
- [Rapport d'enquête publique] Michel Chabrier, « Dossier de demande d'autorisation environnementale unique pour le projet de création d'une retenue collective et d'irrigation et de soutien d'étiage sur le bassin versant du Tolzac : rapport & conclusions du commissaire enquêteur », 23 mai 2018.
- [Avis de l'autorité environnementale] Mission régionale d'autorité environnementale, « Projet de création d'une retenue collective d'irrigation et de soutien d'étiage sur le bassin versant du Tolzac : avis de l'Autorité environnementale (article L. 122-1 et suivants du Code de l'environnement) », 21 décembre 2017.
- [Avis du conseil national de la protection de la nature] Conseil national de la protection de la nature, « Avis du conseil national de la protection de la nature, commission Espèces et communautés biologiques », 26 janvier 2018.

### Presse
- Cathy Lafon, « Lac de Caussade : le long feuilleton de trois ans de tensions avec l'État », Sud Ouest,‎ 22 mai 2019 (lire en ligne , consulté le 30 mai 2021).
- Frédéric Pascaud, « "Avec ou sans autorisation, le lac de Caussade se fera" : retour sur cinq ans d'incidents et de polémiques », La Dépêche du Midi,‎ 4 mars 2021, p. 2 (lire en ligne ).

### Télévision
- Alice Gauvin, Eric Maizy, Marielle Krouk, La Guerre de l'eau, Envoyé spécial, 4 mars 2021 (voir en ligne.)